# Mehdi Carcela
Pour les articles homonymes, voir Gonzalez.
Mehdi Carcela-Gonzalez, plus couramment appelé Mehdi Carcela, né le 1er juillet 1989 à Liège en Belgique, est un footballeur international marocain et belge qui joue au poste de milieu de terrain. Il possède également la nationalité espagnole.
Après avoir honoré deux sélections avec les Diables Rouges, le joueur tranche définitivement en faveur des Lions de l'Atlas fin 2010 et prend part à la Coupe d'Afrique des nations en 2012 et 2017, ainsi qu'à la Coupe du monde 2018 avec la sélection marocaine.

## Biographie

### En club

#### Jeunesse, formation et débuts professionnels avec le Standard de Liège

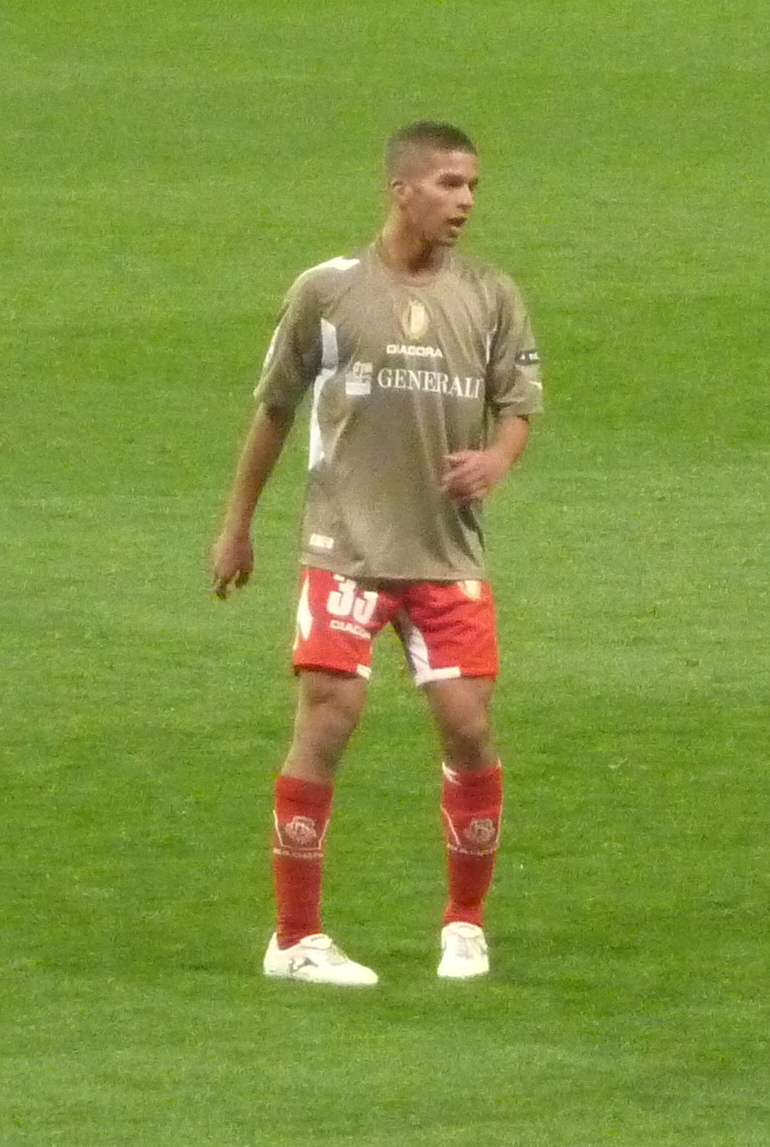
Mehdi Carcela sous le maillot du Standard de Liège en 2009.

Mehdi Carcela naît à Liège, en Belgique, d'un père espagnol, Francisco, et d'une mère marocaine, Najat. Il grandit à Droixhe, un quartier de la ville de Liège, et joue toute sa jeunesse sur le petit terrain de football du quartier. Il commence à jouer au football au Standard de Liège, dès l'âge de cinq ans,.
Après avoir franchi tous les échelons de la hiérarchie du club, il signe à 19 ans son premier contrat professionnel pour une durée de quatre ans. Mehdi Carcela est un joueur polyvalent qui peut évoluer sur le flanc gauche, au milieu du jeu ou en attaque.
Le 17 mai 2011, lors d'un match contre le KRC Genk, il est victime d'un coup de pied involontaire au visage, de la part de Chris Mavinga, lui occasionnant de multiples fractures au nez et à la mâchoire, ainsi que plusieurs dents cassées. Mavinga s'excuse immédiatement, déplore la gravité de son geste, et promet de venir en aide à son infortuné adversaire,.

#### Anzhi Makhatchkala (2011-2013)

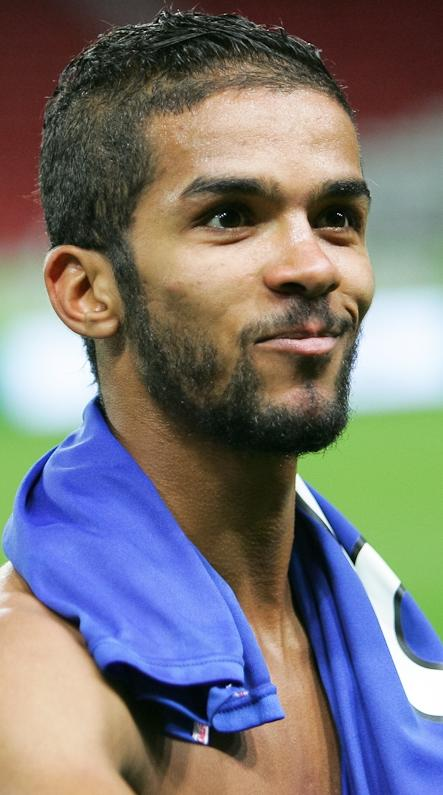
Mehdi Carcela en 2012.

Le 30 août 2011, Mehdi Carcela est transféré pour 9,1 millions d'euros au club russe de FK Anji Makhatchkala, où il rejoint son compatriote Mbark Boussoufa et l'international camerounais Samuel Eto'o. Le Spartak Moscou aurait également montré son intérêt pour le joueur international marocain mais Mehdi aura préféré évoluer au Anzhi Makhachkala pour la religion musulmane dominante qui règne dans la capitale de la région russe du Daghestan.
Lors de sa première saison, Mehdi Carcela ne dispute que huit matchs en raison des séquelles de la blessure qu'il subit lors de la dernière journée des play-offs 1 de la saison précédente. Le joueur joue pour la première fois de sa carrière comme avant-centre, le 1er avril 2012, dans un match de championnat face au Rubin Kazan (défaite 1-0)[réf. nécessaire].

#### Retour au Standard de Liège (2013-2015)
Le 1er septembre 2013, il signe un contrat de trois ans dans son club formateur du Standard de Liège. Le 8 décembre 2013, contre Oud-Heverlee Louvain, il est victime d'une terrible faute sur la cheville de la part de Bjorn Ruytinx. Il se fait justice lui-même en assénant une gifle à son agresseur et est exclu. Il est finalement vice-champion de Belgique à l'issue de la saison 2013-2014 après avoir été leader pendant une grande partie du championnat.

#### Nouvel exil à l'étranger (2015-2018)

##### Une saison au Benfica Lisbonne
Le 13 juin 2015, il rejoint le Benfica Lisbonne pour quatre ans. Il y joue pour la première fois officiellement en championnat contre Arouca et marque son premier but sous ses nouvelles couleurs le 16 octobre en 32èmes de finale de la coupe du Portugal contre Vianense. Il est sacré champion du Portugal.

##### Transfert mitigé au Grenada CF
Le 31 août 2016, il est transféré au club espagnol de Grenade CF avec lequel il ne peut éviter la dernière place de la Liga et la descente en deuxième division.

##### Prêt à l'Olympiakós
À l'issue de cette saison, il est alors prêté le 7 juillet 2017 à l'Olympiakos du Pirée, club champion de Grèce où il côtoie plusieurs anciennes connaissances belges comme Kevin Mirallas, Vadis Odjidja et Björn Engels.

#### Retour et fin de carrière au Standard de Liège (2018-2022)
Le dernier jour du mercato hivernal (le 31 janvier 2018), il revient de nouveau dans son club formateur du Standard de Liège en location jusqu'à la fin de la saison. Très rapidement, il se met en évidence par la qualité de son jeu et est l'un des principaux artisans permettant au club liégeois de remporter la coupe de Belgique en battant le KRC Genk par le score de 1-0 (après prolongation) et d'accéder in extremis aux play-offs 1 du championnat de Belgique où le Standard de Liège réalise un parcours remarquable pour terminer vice-champion. Il reçoit le trophée du Lion belge pour la deuxième fois. Le 30 mai 2018, le Standard active l’option d’achat incluse dans le prêt pour une somme de 2,5 millions d'euros versée à Grenade CF et fait signer au joueur liégeois un nouveau contrat pour les trois saisons suivantes (jusqu'en juin 2021).

### En sélections nationales
À 20 ans, Mehdi Carcela reçoit une convocation en sélection nationale non seulement de la part de la fédération belge mais également de son homologue marocaine. Après avoir longuement hésité, il opte provisoirement pour la Belgique et joue son premier match amical avec les Diables le 17 novembre 2009 à Sedan (contre le Qatar, victoire 2-0).
À 21 ans, il est convoqué par Georges Leekens pour deux rencontres comptant pour les qualifications à la Coupe du Monde, une face au Honduras et l'autre face aux Etats-Unis.. Mehdi refusera de jouer pour la Belgique et optera finalement pour la sélection marocaine. En effet, les nouvelles dispositions de la FIFA permettent aux bi-nationaux de changer de nationalité sportive, et cela même après avoir été sélectionné par un autre pays (en match non officiel uniquement). C'est en septembre 2010, après ces formalités administratives, que Mehdi Carcela annonce officiellement sa préférence pour le Maroc. Mais le 16 octobre, il affirme qu'il n'a pas encore choisi pour quelle nation il allait jouer et a d'ailleurs écrit un courrier officiel à la FIFA dans ce sens. Le 23 novembre, Eric Gerets (alors sélectionneur des Lions de l'Atlas) annonce que Mehdi va certainement opter pour le Maroc. Le 16 décembre 2010, Carcela confirme ce choix ,.
Le 25 janvier 2011, il est présélectionné par la fédération royale marocaine de football pour affronter le Niger en amical. La semaine suivante, Mehdi annonce par l'entremise de son avocat qu'il a fait une demande au Tribunal arbitral du sport (TAS) pour que l'interdiction de jouer avec la Belgique ou le Maroc ne soit effective qu'après avoir disputé un match officiel qualificatif pour l'une ou l'autre sélection. Mais le 4 février, le TAS fait savoir que Mehdi Carcela a annulé sa demande. Cinq jours plus tard, Mehdi joue enfin son premier match avec l'équipe du Maroc contre le Niger au Stade de Marrakech.
Le 17 mai 2018, il est repris par Hervé Renard dans la sélection des 23 joueurs marocains appelés à disputer la coupe du monde de football en Russie. Portant le numéro 23, il ne joue qu'un bon quart d'heure lors du tournoi, rentrant au jeu lors du deuxième match du Maroc contre le Portugal (défaite 1-0). Le Maroc est éliminé après la phase de poule, terminant dernier du groupe B.

## Statistiques

### En club
| Saison                | Club                     | Championnat           | Championnat | Championnat | Championnat | Coupe nationale | Coupe nationale | Coupe nationale | Coupe de la Ligue | Coupe de la Ligue | Coupe de la Ligue | Supercoupe | Supercoupe | Supercoupe | Compétition(s) continentale(s) | Compétition(s) continentale(s) | Compétition(s) continentale(s) | Compétition(s) continentale(s) | Autres compétitions | Autres compétitions | Autres compétitions | Autres compétitions | Maroc | Maroc | Maroc | Total | Total | Total |
| Saison                | Club                     | Division              | M.          | B.          | P.d.        | M.              | B.              | P.d.            | M.                | B.                | P.d.              | M.         | B.         | P.d.       | Comp.                          | M.                             | B.                             | P.d.                           | Comp.               | M.                  | B.                  | P.d.                | M.    | B.    | P.d.  | M.    | B.    | P.d.  |
| 2008-2009             | Standard de Liège        | Division 1            | 12          | 0           | 1           | 0               | 0               | 0               | -                 | -                 | -                 | -          | -          | -          | C1+C3                          | 0+2                            | 0+0                            | 0+0                            | TM                  | 1                   | 0                   | 1                   | -     | -     | -     | 15    | 0     | 2     |
| 2009-2010             | Standard de Liège        | Division 1            | 27          | 5           | 3           | 2               | 0               | 0               | -                 | -                 | -                 | 1          | 0          | 1          | C1+C3                          | 5+5                            | 0+0                            | 0+0                            | PO2                 | 5                   | 0                   | 3                   | -     | -     | -     | 45    | 5     | 7     |
| 2010-2011             | Standard de Liège        | Division 1            | 30          | 10          | 5           | 6               | 1               | 2               | -                 | -                 | -                 | -          | -          | -          | -                              | -                              | -                              | -                              | PO1                 | 8                   | 3                   | 3                   | 1     | 0     | 1     | 45    | 14    | 11    |
| Sous-total            | Sous-total               | Sous-total            | 69          | 15          | 9           | 8               | 1               | 2               | -                 | -                 | -                 | 1          | 0          | 1          | -                              | 12                             | 0                              | 0                              | -                   | 14                  | 3                   | 7                   | 1     | 0     | 1     | 105   | 19    | 20    |
| 2011-2012             | Anzhi Makhatchkala       | Premier-Liga          | 8           | 0           | 1           | -               | -               | -               | -                 | -                 | -                 | -          | -          | -          | -                              | -                              | -                              | -                              | -                   | -                   | -                   | -                   | 5     | 0     | 0     | 13    | 0     | 1     |
| 2012-2013             | Anzhi Makhatchkala       | Premier-Liga          | 20          | 1           | 5           | 2               | 0               | 0               | -                 | -                 | -                 | -          | -          | -          | C3                             | 14                             | 1                              | 1                              | -                   | -                   | -                   | -                   | 1     | 0     | 0     | 37    | 2     | 6     |
| 2013-2014             | Anzhi Makhatchkala       | Premier-Liga          | 3           | 0           | 0           | -               | -               | -               | -                 | -                 | -                 | -          | -          | -          | C3                             | -                              | -                              | -                              | -                   | -                   | -                   | -                   | -     | -     | -     | 3     | 0     | 0     |
| Sous-total            | Sous-total               | Sous-total            | 31          | 1           | 6           | 2               | 0               | 0               | -                 | -                 | -                 | -          | -          | -          | -                              | 14                             | 1                              | 1                              | -                   | -                   | -                   | -                   | 6     | 0     | 0     | 53    | 2     | 7     |
| 2013-2014             | Standard de Liège        | Division 1            | 16          | 1           | 2           | 2               | 0               | 0               | -                 | -                 | -                 | -          | -          | -          | C3                             | 3                              | 0                              | 0                              | PO1                 | 9                   | 2                   | 1                   | 3     | 0     | 0     | 33    | 3     | 3     |
| 2014-2015             | Standard de Liège        | Division 1            | 11          | 3           | 1           | -               | -               | -               | -                 | -                 | -                 | -          | -          | -          | C1+C3                          | 2+1                            | 0+0                            | 0+0                            | PO1                 | 9                   | 0                   | 1                   | -     | -     | -     | 23    | 3     | 2     |
| Sous-total            | Sous-total               | Sous-total            | 27          | 4           | 3           | 2               | 0               | 0               | -                 | -                 | -                 | -          | -          | -          | -                              | 6                              | 0                              | 0                              | -                   | 18                  | 2                   | 2                   | 3     | 0     | 0     | 56    | 6     | 5     |
| 2015-2016             | Benfica Lisbonne         | Primeira Liga         | 20          | 2           | 6           | 1               | 1               | 0               | 4                 | 0                 | 1                 | -          | -          | -          | C1                             | 4                              | 0                              | 0                              | -                   | -                   | -                   | -                   | 1     | 0     | 0     | 30    | 3     | 7     |
| 2016-2017             | Granada CF               | Liga                  | 22          | 5           | 1           | 2               | 0               | 0               | -                 | -                 | -                 | -          | -          | -          | -                              | -                              | -                              | -                              | -                   | -                   | -                   | -                   | 8     | 1     | 0     | 32    | 6     | 1     |
| 2017-2018             | Olympiakós (prêt)        | Superleague           | 6           | 0           | 0           | 2               | 0               | 1               | -                 | -                 | -                 | -          | -          | -          | C1                             | 8                              | 1                              | 0                              | -                   | -                   | -                   | -                   | 1     | 0     | 0     | 17    | 1     | 1     |
| 2017-2018             | Standard de Liège (prêt) | Division 1A           | 6           | 2           | 3           | 2               | 0               | 1               | -                 | -                 | -                 | -          | -          | -          | -                              | -                              | -                              | -                              | PO1                 | 10                  | 3                   | 6                   | 2     | 0     | 0     | 20    | 5     | 10    |
| 2018-2019             | Standard de Liège        | Division 1A           | 28          | 4           | 7           | 1               | 0               | 0               | -                 | -                 | -                 | -          | -          | -          | C1+C3                          | 2+6                            | 1+1                            | 0+2                            | PO1                 | 9                   | 1                   | 0                   | -     | -     | -     | 46    | 7     | 9     |
| 2019-2020             | Standard de Liège        | Division 1A           | 26          | 3           | 7           | 2               | 0               | 0               | -                 | -                 | -                 | -          | -          | -          | C3                             | 6                              | 0                              | 0                              | -                   | -                   | -                   | -                   | 4     | 0     | 0     | 38    | 3     | 7     |
| 2020-2021             | Standard de Liège        | Division 1A           | 23          | 1           | 3           | 4               | 0               | 3               | -                 | -                 | -                 | -          | -          | -          | C3                             | 6                              | 0                              | 0                              | PO2                 | 3                   | 1                   | 0                   | -     | -     | -     | 36    | 2     | 6     |
| 2021-2022             | Standard de Liège        | Division 1A           | 23          | 1           | 2           | 3               | 0               | 0               | -                 | -                 | -                 | -          | -          | -          | -                              | -                              | -                              | -                              | -                   | -                   | -                   | -                   | -     | -     | -     | 26    | 1     | 2     |
| Sous-total            | Sous-total               | Sous-total            | 106         | 11          | 22          | 12              | 0               | 4               | -                 | -                 | -                 | -          | -          | -          | -                              | 20                             | 2                              | 2                              | -                   | 22                  | 5                   | 6                   | 6     | 0     | 0     | 166   | 18    | 34    |
| Total sur la carrière | Total sur la carrière    | Total sur la carrière | 281         | 38          | 47          | 29              | 2               | 7               | 4                 | 0                 | 1                 | 1          | 0          | 1          | -                              | 64                             | 4                              | 3                              | -                   | 54                  | 10                  | 15                  | 26    | 1     | 1     | 459   | 55    | 75    |

### En sélections nationales
| Saison                | Sélection             | Campagne              | Phases finales | Phases finales | Phases finales | Éliminatoires | Éliminatoires | Éliminatoires | Matchs amicaux | Matchs amicaux | Matchs amicaux | Total | Total | Total |
| Saison                | Sélection             | Campagne              | Sél.           | Cap.           | Buts           | Sél.          | Cap.          | Buts          | Sél.           | Cap.           | Buts           | Sél.  | Cap.  | Buts  |
| --------------------- | --------------------- | --------------------- | -------------- | -------------- | -------------- | ------------- | ------------- | ------------- | -------------- | -------------- | -------------- | ----- | ----- | ----- |
| 2008-2009             | Belgique espoirs      | Euro espoirs 2011     | -              | -              | -              | -             | -             | -             | 2              | 2              | 1              | 2     | 2     | 1     |
| 2009-2010             | Belgique espoirs      | Euro espoirs 2011     | -              | -              | -              | 3             | 3             | 0             | 1              | 1              | 0              | 4     | 4     | 0     |
| 2010-2011             | Belgique espoirs      | Euro espoirs 2011     | -              | -              | -              | 1             | 1             | 0             | -              | -              | -              | 1     | 1     | 0     |
| Sous-total            | Sous-total            | Sous-total            | -              | -              | -              | 4             | 4             | 0             | 3              | 3              | 1              | 7     | 7     | 1     |
| 2009-2010             | Belgique              | Coupe du monde 2010   | -              | -              | -              | -             | -             | -             | 3              | 2              | 0              | 3     | 2     | 0     |
| Sous-total            | Sous-total            | Sous-total            | -              | -              | -              | -             | -             | -             | 3              | 2              | 0              | 3     | 2     | 0     |
| 2010-2011             | Maroc                 | CAN 2012              | -              | -              | -              | -             | -             | -             | 1              | 1              | 0              | 1     | 1     | 0     |
| 2011-2012             | Maroc                 | CAN 2012              | 3              | 2              | 0              | -             | -             | -             | 3              | 3              | 0              | 6     | 5     | 0     |
| 2012-2013             | Maroc                 | CAN 2013              | -              | -              | -              | -             | -             | -             | 1              | 1              | 0              | 1     | 1     | 0     |
| 2013-2014             | Maroc                 | CAN 2015              | -              | -              | -              | -             | -             | -             | 3              | 3              | 0              | 3     | 3     | 0     |
| 2015-2016             | Maroc                 | CAN 2017              | -              | -              | -              | -             | -             | -             | 1              | 1              | 0              | 1     | 1     | 0     |
| 2016-2017             | Maroc                 | CAN 2017              | 4              | 1              | 0              | -             | -             | -             | 2              | 2              | 0              | 6     | 3     | 0     |
| 2016-2017             | Maroc                 | CAN 2019              | -              | -              | -              | 1             | 1             | 0             | 2              | 2              | 0              | 3     | 3     | 0     |
| 2016-2017             | Maroc                 | Coupe du monde 2018   | -              | -              | -              | 2             | 1             | 0             | 1              | 1              | 1              | 3     | 2     | 1     |
| 2017-2018             | Maroc                 | Coupe du monde 2018   | 3              | 1              | 0              | 2             | 1             | 0             | 3              | 1              | 0              | 8     | 3     | 0     |
| 2019-2020             | Maroc                 | CAN 2021              | -              | -              | -              | -             | -             | -             | 4              | 4              | 0              | 4     | 4     | 0     |
| Sous-total            | Sous-total            | Sous-total            | 10             | 4              | 0              | 5             | 3             | 0             | 21             | 19             | 1              | 36    | 26    | 1     |
| Total sur la carrière | Total sur la carrière | Total sur la carrière | 10             | 4              | 0              | 9             | 7             | 0             | 27             | 24             | 2              | 46    | 35    | 2     |

### Matchs internationaux
| Matchs internationaux de Mehdi Carcela, | Matchs internationaux de Mehdi Carcela, | Matchs internationaux de Mehdi Carcela,                      | Matchs internationaux de Mehdi Carcela, | Matchs internationaux de Mehdi Carcela, | Matchs internationaux de Mehdi Carcela, | Matchs internationaux de Mehdi Carcela, | Matchs internationaux de Mehdi Carcela,                                  |
| #                                       | Date                                    | Lieu                                                         | Adversaire                              | Résultat                                | Compétition                             | Club                                    | Notes                                                                    |
| Belgique                                | Belgique                                | Belgique                                                     | Belgique                                | Belgique                                | Belgique                                | Belgique                                | Belgique                                                                 |
| --------------------------------------- | --------------------------------------- | ------------------------------------------------------------ | --------------------------------------- | --------------------------------------- | --------------------------------------- | --------------------------------------- | ------------------------------------------------------------------------ |
| 1                                       | 17 novembre 2009                        | Stade Louis-Dugauguez, Sedan, France                         | Qatar                                   | V 2 - 0                                 | Match amical                            | Standard de Liège                       | Entre en jeu à la place de Axel Witsel à la 62e minute de jeu.           |
| 2                                       | 3 mars 2010                             | Stade Roi Baudouin, Bruxelles, Belgique                      | Croatie                                 | D 0 - 1                                 | Match amical                            | Standard de Liège                       | Entre en jeu à la place de Mousa Dembélé à la 70e minute de jeu.         |
| -                                       | 19 mai 2010                             | Stade Roi Baudouin, Bruxelles, Belgique                      | Bulgarie                                | V 2 - 1                                 | Match amical                            | Standard de Liège                       | Remplaçant.                                                              |
| Maroc                                   |                                         |                                                              |                                         |                                         |                                         |                                         |                                                                          |
| 1                                       | 9 février 2011                          | Stade de Marrakech, Marrakech, Maroc                         | Niger                                   | V 3 - 0                                 | Match amical                            | Standard de Liège                       | Entre en jeu à la place de Youssouf Hadji à la 46e minute de jeu.        |
| 2                                       | 11 novembre 2011                        | Stade de Marrakech, Marrakech, Maroc                         | Ouganda                                 | D 0 - 1                                 | Coupe LG 2011 (en)                      | Anzhi Makhatchkala                      | Entre en jeu à la place de Adel Taarabt à la 67e minute de jeu.          |
| 3                                       | 13 novembre 2011                        | Stade de Marrakech, Marrakech, Maroc                         | Cameroun                                | N 1 - 1 2-4 t.a.b                       | Coupe LG 2011 (en)                      | Anzhi Makhatchkala                      | Titulaire, remplacé par Mbark Boussoufa à la 46e minute de jeu.          |
| -                                       | 23 janvier 2012                         | Stade d'Angondjé, Libreville, Gabon                          | Tunisie                                 | D 1 - 2                                 | CAN 2012                                | Anzhi Makhatchkala                      | Remplaçant.                                                              |
| 4                                       | 27 janvier 2012                         | Stade d'Angondjé, Libreville, Gabon                          | Gabon                                   | D 2 - 3                                 | CAN 2012                                | Anzhi Makhatchkala                      | Entre en jeu à la place de Adel Taarabt à la 67e minute de jeu.          |
| 5                                       | 31 janvier 2012                         | Stade d'Angondjé, Libreville, Gabon                          | Niger                                   | V 1 - 0                                 | CAN 2012                                | Anzhi Makhatchkala                      | Titulaire, remplacé par Youssouf Hadji à la 64e minute de jeu.           |
| 6                                       | 29 février 2012                         | Stade de Marrakech, Marrakech, Maroc                         | Burkina Faso                            | V 2 - 0                                 | Match amical                            | Anzhi Makhatchkala                      | Entre en jeu à la place de Nordin Amrabat à la 61e minute de jeu.        |
| 7                                       | 14 novembre 2012                        | Stade Mohammed-V, Casablanca, Maroc                          | Togo                                    | D 0 - 1                                 | Match amical                            | Anzhi Makhatchkala                      | Entre en jeu à la place de Abdelaziz Barrada à la 46e minute de jeu.     |
| 8                                       | 23 mai 2014                             | Estádio de São Luís (en), Faro, Portugal                     | Mozambique                              | V 4 - 0                                 | Match amical                            | Standard de Liège                       | Titulaire, remplacé par Aatif Chahechouhe à la 64e minute de jeu.        |
| 9                                       | 28 mai 2014                             | Stade de l'Algarve, Faro, Portugal                           | Angola                                  | D 0 - 2                                 | Match amical                            | Standard de Liège                       | Entre en jeu à la place de Younès Belhanda à la 78e minute de jeu.       |
| 10                                      | 6 juin 2014                             | Stade Central Lokomotiv, Moscou, Russie                      | Russie                                  | D 0 - 2                                 | Match amical                            | Standard de Liège                       | Entre en jeu à la place de Aatif Chahechouhe à la 61e minute de jeu.     |
| 11                                      | 27 mai 2016                             | Stade Ibn-Batouta, Tanger, Maroc                             | Congo                                   | V 2 - 0                                 | Match amical                            | Benfica Lisbonne                        | Entre en jeu à la place de Nordin Amrabat à la 75e minute de jeu.        |
| -                                       | 8 octobre 2016                          | Stade de Franceville, Franceville, Gabon                     | Gabon                                   | N 0 - 0                                 | Éliminatoires de la Coupe du monde 2018 | Granada CF                              | Remplaçant.                                                              |
| 12                                      | 11 octobre 2016                         | Stade de Marrakech, Marrakech, Maroc                         | Canada                                  | V 4 - 0                                 | Match amical                            | Granada CF                              | Titulaire et buteur, remplacé par Rachid Alioui à la 67e minute de jeu.  |
| 13                                      | 12 novembre 2016                        | Stade de Marrakech, Marrakech, Maroc                         | Côte d'Ivoire                           | N 0 - 0                                 | Éliminatoires de la Coupe du monde 2018 | Granada CF                              | Entre en jeu à la place de Younès Belhanda à la 62e minute de jeu.       |
| 14                                      | 15 novembre 2016                        | Stade de Marrakech, Marrakech, Maroc                         | Togo                                    | V 2 - 1                                 | Match amical                            | Granada CF                              | Titulaire, remplacé par Nordin Amrabat à la 82e minute de jeu.           |
| 15                                      | 9 janvier 2017                          | Stade Tahnoun bin Mohammed (en), Al-Aïn, Émirats arabes unis | Finlande                                | D 0 - 1                                 | Match amical                            | Granada CF                              | Entre en jeu à la place de Mbark Boussoufa à la 46e minute de jeu.       |
| 16                                      | 16 janvier 2017                         | Stade d'Oyem, Oyem, Gabon                                    | RD Congo                                | D 0 - 1                                 | CAN 2017                                | Granada CF                              | Titulaire, remplacé par Youssef El-Arabi à la 78e minute de jeu.         |
| -                                       | 20 janvier 2017                         | Stade d'Oyem, Oyem, Gabon                                    | Togo                                    | V 3 - 1                                 | CAN 2017                                | Granada CF                              | Remplaçant.                                                              |
| -                                       | 24 janvier 2017                         | Stade d'Oyem, Oyem, Gabon                                    | Côte d'Ivoire                           | V 1 - 0                                 | CAN 2017                                | Granada CF                              | Remplaçant.                                                              |
| -                                       | 29 janvier 2017                         | Stade de Port-Gentil, Port-Gentil, Gabon                     | Égypte                                  | D 0 - 1                                 | CAN 2017                                | Granada CF                              | Remplaçant.                                                              |
| 17                                      | 28 mars 2017                            | Stade de Marrakech, Marrakech, Maroc                         | Tunisie                                 | V 1 - 0                                 | Match amical                            | Granada CF                              | Titulaire, remplacé par Abdelilah Hafidi à la 26e minute de jeu.         |
| 18                                      | 31 mai 2017                             | Stade Adrar, Agadir, Maroc                                   | Pays-Bas                                | D 1 - 2                                 | Match amical                            | Granada CF                              | Entre en jeu à la place de Sofiane Boufal à la 60e minute de jeu.        |
| 19                                      | 10 juin 2017                            | Stade Ahmadou-Ahidjo, Yaoundé, Cameroun                      | Cameroun                                | D 0 - 1                                 | Éliminatoires de la CAN 2019            | Granada CF                              | Entre en jeu à la place de Youssef Aït Bennasser à la 70e minute de jeu. |
| -                                       | 1er septembre 2017                      | Complexe sportif Moulay-Abdallah, Rabat, Maroc               | Mali                                    | V 6 - 0                                 | Éliminatoires de la Coupe du monde 2018 | Olympiakós                              | Remplaçant.                                                              |
| 20                                      | 5 septembre 2017                        | Stade du 26-Mars, Bamako, Mali                               | Mali                                    | N 0 - 0                                 | Éliminatoires de la Coupe du monde 2018 | Olympiakós                              | Entre en jeu à la place de Nordin Amrabat à la 82e minute de jeu.        |
| -                                       | 31 mai 2018                             | Stade olympique, Kiev, Ukraine                               | Ukraine                                 | N 0 - 0                                 | Match amical                            | Standard de Liège                       | Remplaçant.                                                              |
| 21                                      | 4 juin 2018                             | Stade de Genève, Genève, Suisse                              | Slovaquie                               | V 2 - 1                                 | Match amical                            | Standard de Liège                       | Entre en jeu à la place de Hakim Ziyech à la 75e minute de jeu.          |
| -                                       | 9 juin 2018                             | A. Le Coq Arena, Tallinn, Estonie                            | Estonie                                 | V 3 - 1                                 | Match amical                            | Standard de Liège                       | Remplaçant.                                                              |
| -                                       | 15 juin 2018                            | Stade Krestovski, Saint-Pétersbourg, Russie                  | Iran                                    | D 0 - 1                                 | Coupe du monde 2018                     | Standard de Liège                       | Remplaçant.                                                              |
| 22                                      | 20 juin 2018                            | Stade Loujniki, Moscou, Russie                               | Portugal                                | D 0 - 1                                 | Coupe du monde 2018                     | Standard de Liège                       | Entre en jeu à la place de Younès Belhanda à la 75e minute de jeu.       |
| -                                       | 25 juin 2018                            | Arena Baltika, Kaliningrad, Russie                           | Espagne                                 | N 2 - 2                                 | Coupe du monde 2018                     | Standard de Liège                       | Remplaçant.                                                              |
| 23                                      | 6 septembre 2019                        | Stade de Marrakech, Marrakech, Maroc                         | Burkina Faso                            | N 1 - 1                                 | Match amical                            | Standard de Liège                       | Entre en jeu à la place de Amine Harit à la 69e minute de jeu.           |
| 24                                      | 10 septembre 2019                       | Stade de Marrakech, Marrakech, Maroc                         | Niger                                   | V 1 - 0                                 | Match amical                            | Standard de Liège                       | Titulaire, remplacé par Hakim Ziyech à la 67e minute de jeu.             |
| 25                                      | 11 octobre 2019                         | Stade d'honneur d'Oujda, Oujda, Maroc                        | Libye                                   | N 1 - 1                                 | Match amical                            | Standard de Liège                       | Entre en jeu à la place de Omar El Kaddouri à la 68e minute de jeu.      |
| 26                                      | 15 octobre 2019                         | Stade Ibn-Batouta, Tanger, Maroc                             | Gabon                                   | D 2 - 3                                 | Match amical                            | Standard de Liège                       | Titulaire, remplacé par Youssef En-Nesyri à la 46e minute de jeu.        |

### Buts internationaux
| Buts internationaux de Mehdi Carcela, | Buts internationaux de Mehdi Carcela, | Buts internationaux de Mehdi Carcela, | Buts internationaux de Mehdi Carcela, | Buts internationaux de Mehdi Carcela, | Buts internationaux de Mehdi Carcela, | Buts internationaux de Mehdi Carcela, | Buts internationaux de Mehdi Carcela, | Buts internationaux de Mehdi Carcela, | Buts internationaux de Mehdi Carcela, |
| #                                     | Date                                  | Lieu                                  | Adversaire                            | Résultat                              | Compétition                           | Détail                                | Détail                                | Détail                                | Cape                                  |
| ------------------------------------- | ------------------------------------- | ------------------------------------- | ------------------------------------- | ------------------------------------- | ------------------------------------- | ------------------------------------- | ------------------------------------- | ------------------------------------- | ------------------------------------- |
| 1                                     | 11 octobre 2016                       | Stade de Marrakech, Marrakech, Maroc  | Canada                                | V 4 - 0                               | Match amical                          | 12e                                   | du pied gauche                        | 1-0                                   | 12e                                   |

## Palmarès

### En club
| Standard de Liège - Championnat de Belgique (1) : - Champion : 2009 - Vice-champion : 2011, 2014 et 2018 - Coupe de Belgique (1) : - Vainqueur : 2018 - Finaliste : 2021 - Supercoupe de Belgique (1) : - Vainqueur : 2009 |  | Benfica Lisbonne - Championnat du Portugal (1) : - Champion : 2016 - Coupe de la Ligue portugaise (1) : - Vainqueur : 2016 |

### Distinctions personnelles
- Lion belge 2015[26], 2018[27] et 2019.
- Meilleur passeur décisif de la saison 2017-2018 en Play-offs.